# Copa Italia 2021-22
La Copa Italia 2021–22 (en italiano: Coppa Italia y oficialmente: Coppa Italia Frecciarossa, por razones de patrocinio) fue la 75.ª edición del torneo. El ganador jugará la Supercopa de Italia contra el vencedor de la Serie A análoga a la edición.

## Sistema
El número de equipos participantes se redujo de 78 de la temporada anterior a 44 clubes: 20 clubes de Serie A, 20 clubes de Serie B, y 4 clubes pertenecientes a la Serie C.
Toda la competencia se lleva a cabo en eliminación directa, con partidos únicos en cada ronda, excepto las semifinales: estas últimas se dividen en ida y vuelta, con el criterio de desempate por goles de visita. En caso de empate al final del tiempo regular, el ganador se define en tiempo extra y eventuales penales.
Durante las rondas preliminares, para usar el factor de campo es el equipo con el número de marcador más bajo (determinado por un sorteo preliminar).

## Formato
Los equipos ingresan a la competencia en varias etapas, de la siguiente manera:
Primera fase
- Ronda preliminar: 4 equipos de la Serie C y 4 equipos de la Serie B comienzan el torneo.
- Primera ronda: a los 4 ganadores se unen 16 equipos de la Serie B y 12 equipos de la Serie A.
- Segunda ronda: los 16 ganadores se enfrentan entre sí.

Segunda fase
- Octavos de final: a los 8 ganadores se unen los clubes de la Serie A como cabezas de serie 1-8
- Cuartos de final
- Semifinales
- Final

## Calendario
El calendario de cada ronda es el siguiente.
| Fase                 | Turno            | Ida                     | Vuelta                  |
| -------------------- | ---------------- | ----------------------- | ----------------------- |
| Rondas eliminatorias | Ronda preliminar | 7-8 de agosto de 2021   | 7-8 de agosto de 2021   |
| Rondas eliminatorias | 1.ª ronda        | 13-16 de agosto de 2021 | 13-16 de agosto de 2021 |
| Rondas eliminatorias | 2.ª ronda        | 15 de diciembre de 2021 | 15 de diciembre de 2021 |
| Fase final           | Octavos de final | 12-19 de enero de 2022  | 12-19 de enero de 2022  |
| Fase final           | Cuartos de final | 9 de febrero de 2022    | 9 de febrero de 2022    |
| Fase final           | Semifinal        | 2 de marzo de 2022      | 20 de abril de 2022     |
| Fase final           | Final            | 11 de mayo de 2022      | 11 de mayo de 2022      |

## Rondas eliminatorias

### Ronda preliminar
Un total de 8 equipos de la Serie B y la Serie C compitieron en esta ronda, 4 de los cuales avanzaron a la primera ronda. La fecha y la hora se publicaron el 21 de julio de 2021.
| 7 de agosto de 2021, 19:00 | Como 1907                                           | 2:2 (2:2, 1:0) (t. s.)(3:4 p.) | Catanzaro                                          | Estadio Silvio Piola, Novara                              |                                                           |
|                            | - Chajia 32', 56'                                   | Reporte                        | - 51' Carlini - 88' Verna                          | Asistencia: 346 espectadores Árbitro(s): Matteo Marcenaro | Asistencia: 346 espectadores Árbitro(s): Matteo Marcenaro |
|                            |                                                     | Tiros desde el punto penal     |                                                    |                                                           |                                                           |
|                            | - Gabrielloni - Kabashi - Walker - Dkidak - Bellemo |                                | - Carlini - Vandeputte - Verna - Bombagi - Vázquez |                                                           |                                                           |

| 8 de agosto de 2021, 18:30 | Ternana                                                       | 1:1 (1:1, 0:1) (t. s.)(4:3 p.) | Avellino                                                 | Estadio Libero Liberati, Terni                           |                                                          |
|                            | - Falletti 62'                                                | Reporte                        | - 25' D'Angelo                                           | Asistencia: 1498 espectadores Árbitro(s): Niccolò Baroni | Asistencia: 1498 espectadores Árbitro(s): Niccolò Baroni |
|                            |                                                               | Tiros desde el punto penal     |                                                          |                                                          |                                                          |
|                            | - Paghera - Capone - Pettinari - Mazzocchi - Salzano - Furlan |                                | - Plescia - Aloi - Tito - De Francesco - Maniero - Rizzo |                                                          |                                                          |

| 8 de agosto de 2021, 19:00 | Perugia        | 1:0 (0:0) | Südtirol | Estadio Renato Curi, Perugia                              |                                                           |
|                            | - Carretta 47' | Reporte   |          | Asistencia: 1100 espectadores Árbitro(s): Gianpiero Miele | Asistencia: 1100 espectadores Árbitro(s): Gianpiero Miele |

| 8 de agosto de 2021, 20:30 | Padova | 0:2 (0:0, 0:0) (t. s.) | Alessandria                   | Estadio Euganeo, Padua                                   |                                                          |
|                            |        | Reporte                | - 102' Corazza - 106' Orlando | Asistencia: 401 espectadores Árbitro(s): Daniele Minelli | Asistencia: 401 espectadores Árbitro(s): Daniele Minelli |

### Primera ronda
Un total de 32 equipos (4 ganadores de la ronda preliminar, los 16 equipos restantes de la Serie B y 12 equipos de la Serie A cabezas de serie 9-20) compitieron en esta ronda, 16 de los cuales avanzaron a la segunda ronda.
| 13 de agosto de 2021, 17:45 | Pordenone               | 1:3 (0:2) | Spezia                                           | Estadio Guido Teghil, Lignano Sabbiadoro                 |                                                          |
|                             | - Folorunsho 51' (pen.) | Reporte   | - 39' Erlić - 45+3' Nikolaou - 83' (pen.) Colley | Asistencia: 600 espectadores Árbitro(s): Davide Ghersini | Asistencia: 600 espectadores Árbitro(s): Davide Ghersini |

| 13 de agosto de 2021, 18:00 | Genoa                                        | 3:2 (2:2) | Perugia                  | Estadio Luigi Ferraris, Génova |                             |
| 522                         | - Criscito 26' - Chichizola 41' - Kallon 87' | Reporte   | - 2' Carretta - 10' Lisi | Árbitro(s): Antonio Rapuano    | Árbitro(s): Antonio Rapuano |

| 13 de agosto de 2021, 20:45 | Udinese                         | 3:1 (1:0) | Ascoli           | Stadio Friuli, Údine                                       |                                                            |
|                             | - Pereyra 11', 55' - Molina 53' | Reporte   | - 90+2' D'Orazio | Asistencia: 2 064 espectadores Árbitro(s): Matteo Gariglio | Asistencia: 2 064 espectadores Árbitro(s): Matteo Gariglio |

| 13 de agosto de 2021, 21:00 | Fiorentina                                       | 4:0 (3:0) | Cosenza | Estadio Artemio Franchi, Florencia                          |                                                             |
|                             | - Vlahović 4', 45+4' - González 37' - Venuti 51' | Reporte   |         | Asistencia: 3 600 espectadores Árbitro(s): Giacomo Camplone | Asistencia: 3 600 espectadores Árbitro(s): Giacomo Camplone |

| 14 de agosto de 2021, 17:45 | Benevento                             | 2:1 (1:0, 1:1) (t. s.) | SPAL                   | Estadio Ciro Vigorito, Benevento                         |                                                          |
|                             | - Improta 32' - Moncini 120+5' (pen.) | Reporte                | - 90+5' (a.g.) Moncini | Asistencia: 686 espectadores Árbitro(s): Francesco Cosso | Asistencia: 686 espectadores Árbitro(s): Francesco Cosso |

| 14 de agosto de 2021, 18:00 | Cittadella                   | 2:1 (2:1) | Monza                | Estadio Pier Cesare Tombolato, Cittadella                   |                                                             |
|                             | - Okwonkwo 8' - Tounkara 40' | Reporte   | - 26' Carlos Augusto | Asistencia: 530 espectadores Árbitro(s): Antonio Di Martino | Asistencia: 530 espectadores Árbitro(s): Antonio Di Martino |

| 14 de agosto de 2021, 20:45 | Hellas Verona                                 | 3:0 (3:0) | Catanzaro | Estadio Marcantonio Bentegodi, Verona                    |                                                          |
|                             | - Günter 23' - Fazio 33' (a.g.) - Lazović 42' | Reporte   |           | Asistencia: 1 784 espectadores Árbitro(s): Luca Pairetto | Asistencia: 1 784 espectadores Árbitro(s): Luca Pairetto |

| 14 de agosto de 2021, 21:00 | Cagliari                                           | 3:1 (3:0) | Pisa          | Arena Cerdeña, Cagliari                                         |                                                                 |
|                             | - Marin 28' - Caracciolo 36' (a.g.) - Deiola 45+3' | Reporte   | - 67' Masucci | Asistencia: 2 620 espectadores Árbitro(s): Gianluca Manganiello | Asistencia: 2 620 espectadores Árbitro(s): Gianluca Manganiello |

| 15 de agosto de 2021, 17:45 | Empoli                                                | 4:2 (3:1) | Vicenza Virtus                 | Estadio Carlo Castellani, Empoli                        |                                                         |
|                             | - Bajrami 11' - Haas 30' - Mancuso 37' - Crociata 88' | Reporte   | - 39' Dalmonte - 56' Lanzafame | Asistencia: 0 espectadores Árbitro(s): Juan Luca Sacchi | Asistencia: 0 espectadores Árbitro(s): Juan Luca Sacchi |

| 15 de agosto de 2021, 18:00 | Parma         | 1:3 (1:2) | Lecce                     | Estadio Ennio Tardini, Parma                           |                                                        |
|                             | - Brunetta 7' | Reporte   | - 9', 76' Coda - 40' Tuia | Asistencia: 1 306 espectadores Árbitro(s): Marco Serra | Asistencia: 1 306 espectadores Árbitro(s): Marco Serra |

| 15 de agosto de 2021, 20:45 | Venezia                                                                                         | 1:1 (0:0, 0:0) (t. s.)(8:7 p.) | Frosinone                                                                                | Estadio Paolo Mazza, Ferrara                                 |                                                              |
|                             | - Di Mariano 101' (pen.)                                                                        | Reporte                        | - 93' Gori                                                                               | Asistencia: 250 espectadores Árbitro(s): Alessandro Prontera | Asistencia: 250 espectadores Árbitro(s): Alessandro Prontera |
|                             |                                                                                                 | Tiros desde el punto penal     |                                                                                          |                                                              |                                                              |
|                             | - Sigurðsson - Heymans - Di Mariano - Tessmann - Vacca - Ceccaroni - Johnsen - Caldara - Ebuehi |                                | - Ciano - Maiello - Zampano - Iemmello - Vitale - Brighenti - Szymiński - Zerbin - Gatti |                                                              |                                                              |

| 15 de agosto de 2021, 21:00 | Torino                                  | 0:0 (t. s.)(4:1 p.)        | Cremonese                      | Estadio Olímpico Grande Torino, Turín                       |                                                             |
|                             |                                         | Reporte                    |                                | Asistencia: 1 484 espectadores Árbitro(s): Giovanni Ayroldi | Asistencia: 1 484 espectadores Árbitro(s): Giovanni Ayroldi |
|                             |                                         | Tiros desde el punto penal |                                |                                                             |                                                             |
|                             | - Mandragora - Verdi - Rauti - Ola Aina |                            | - Ciofani - Vido - Castagnetti |                                                             |                                                             |

| 16 de agosto de 2021, 17:45 | Crotone                           | 2:2 (2:2, 1:0) (t. s.)(4:2 p.) | Brescia                         | Estadio Ezio Scida, Crotona                             |                                                         |
|                             | - Vulić 26' - Mulattieri 77'      | Reporte                        | - 46' van de Looi - 67' Bajić   | Asistencia: 1 500 espectadores Árbitro(s): Luca Massimi | Asistencia: 1 500 espectadores Árbitro(s): Luca Massimi |
|                             |                                   | Tiros desde el punto penal     |                                 |                                                         |                                                         |
|                             | - Molina - Benali - Mogoș - Vulić |                                | - Bajić - Moreo - Ndoj - Špalek |                                                         |                                                         |

| 16 de agosto de 2021, 18:00 | Bologna                                                              | 4:5 (1:3) | Ternana                                                               | Estadio Renato Dall'Ara, Bolonia                         |                                                          |
|                             | - Domínguez 38' - Arnautović 56' - Soriano 58' - Orsolini 76' (pen.) | Reporte   | - 6' Agazzi - 21' Donnarumma - 40', 54' Peralta - 50' (pen.) Falletti | Asistencia: 5 360 espectadores Árbitro(s): Luca Zufferli | Asistencia: 5 360 espectadores Árbitro(s): Luca Zufferli |

| 16 de agosto de 2021, 20:45 | Salernitana            | 2:0 (1:0) | Reggina | Estadio Arechi, Salerno                                       |                                                               |
|                             | - Bonazzoli 45+2', 52' | Reporte   |         | Asistencia: 2 476 espectadores Árbitro(s): Francesco Fourneau | Asistencia: 2 476 espectadores Árbitro(s): Francesco Fourneau |

| 16 de agosto de 2021, 21:00 | Sampdoria                                         | 3:2 (1:2) | Alessandria                         | Estadio Luigi Ferraris, Génova                            |                                                           |
|                             | - Quagliarella 28' - Gabbiadini 47' - Thorsby 52' | Reporte   | - 8' Chiarello - 45' (pen.) Corazza | Asistencia: 1 249 espectadores Árbitro(s): Andrea Colombo | Asistencia: 1 249 espectadores Árbitro(s): Andrea Colombo |

### Segunda ronda
Los 16 equipos ganadores de la primera ronda compitieron en la segunda ronda, 8 de los cuales avanzaron a los octavos de final.
| 14 de diciembre de 2021 | Venezia                                 | 3:1 (0:0) | Ternana         | Estadio Pier Luigi Penzo, Venecia                          |                                                            |
| 15:00 CET               | - Heymans 49' - Črnigoj 66' - Forte 81' | Reporte   | - 53' Pettinari | Asistencia: 5 219 espectadores Árbitro(s): Daniele Minelli | Asistencia: 5 219 espectadores Árbitro(s): Daniele Minelli |

| 14 de diciembre de 2021 | Udinese                                                | 4:0 (3:0) | Crotone | Dacia Arena, Údine                                          |                                                             |
| 18:00 CET               | - Pussetto 20', 62' - De Maio 28' - Success 41' (pen.) | Reporte   |         | Asistencia: 1 291 espectadores Árbitro(s): Matteo Gualtieri | Asistencia: 1 291 espectadores Árbitro(s): Matteo Gualtieri |

| 14 de diciembre de 2021 | Genoa        | 1:0 (0:0) | Salernitana | Estadio Luigi Ferraris, Génova                         |                                                        |
| 21:00 CET               | - Ekuban 76' | Reporte   |             | Asistencia: 1 500 espectadores Árbitro(s): Marco Serra | Asistencia: 1 500 espectadores Árbitro(s): Marco Serra |

| 15 de diciembre de 2021 | Hellas Verona                             | 3:4 (1:1) | Empoli                                                  | Estadio Marcantonio Bentegodi, Verona                       |                                                             |
| 15:00 CET               | - Cancellieri 18' - Ilić 86' - Ragusa 88' | Reporte   | - 15' La Mantia - 66' (pen.), 70' Mancuso - 74' Bajrami | Asistencia: 1 101 espectadores Árbitro(s): Federico Dionisi | Asistencia: 1 101 espectadores Árbitro(s): Federico Dionisi |

| 15 de diciembre de 2021 | Cagliari                               | 3:1 (2:0) | Cittadella          | Arena Cerdeña, Cagliari                                        |                                                                |
| 18:00 CET               | - Deiola 16' - Ceter 40' - Pereiro 64' | Reporte   | - 85' D. Donnarumma | Asistencia: 2 797 espectadores Árbitro(s): Maria Sole Ferrieri | Asistencia: 2 797 espectadores Árbitro(s): Maria Sole Ferrieri |

| 15 de diciembre de 2021 | Fiorentina                    | 2:1 (1:0) | Benevento     | Estadio Artemio Franchi, Florencia                        |                                                           |
| 21:00 CET               | - Milenković 19' - Sottil 47' | Reporte   | - 51' Moncini | Asistencia: 13 800 espectadores Árbitro(s): Luca Zufferli | Asistencia: 13 800 espectadores Árbitro(s): Luca Zufferli |

| 16 de diciembre de 2021 | Spezia | 0:2 (0:1) | Lecce                            | Estadio Alberto Picco, La Spezia                          |                                                           |
| 18:00 CET               |        | Reporte   | - 43' Listkowski - 55' Calabresi | Asistencia: 2 977 espectadores Árbitro(s): Valerio Marini | Asistencia: 2 977 espectadores Árbitro(s): Valerio Marini |

| 16 de diciembre de 2021 | Sampdoria                             | 2:1 (1:0) | Torino                  | Estadio Luigi Ferraris, Génova                             |                                                            |
| 18:00 CET               | - Quagliarella 16' (pen.) - Verre 60' | Reporte   | - 54' (pen.) Mandragora | Asistencia: 3 124 espectadores Árbitro(s): Marco Piccinini | Asistencia: 3 124 espectadores Árbitro(s): Marco Piccinini |

## Fase final

### Cuadro de desarrollo
|  | octavos de final  | octavos de final |   |                | cuartos de final | cuartos de final |  |                | Semifinal | Semifinal | Semifinal | Semifinal |  |          | Final | Final |
|  |                   |                  |   |                |                  |                  |  |                |           |           |           |           |  |          |       |       |
|  | Juventus          | 4                |   |                |                  |                  |  |                |           |           |           |           |  |          |       |       |
|  | Sampdoria         | 1                |   |                |                  |                  |  |                |           |           |           |           |  |          |       |       |
|  | Sampdoria         | 1                |   | Juventus       | 2                |                  |  |                |           |           |           |           |  |          |       |       |
|  |                   |                  |   | Juventus       | 2                |                  |  |                |           |           |           |           |  |          |       |       |
|  |                   | Sassuolo         | 1 |                |                  |                  |  |                |           |           |           |           |  |          |       |       |
|  | Sassuolo          | Sassuolo         | 1 | 1              |                  |                  |  |                |           |           |           |           |  |          |       |       |
|  | Sassuolo          |                  |   | 1              |                  |                  |  |                |           |           |           |           |  |          |       |       |
|  | Cagliari          | 0                |   |                |                  |                  |  |                |           |           |           |           |  |          |       |       |
|  | Cagliari          | 0                |   |                |                  |                  |  | Juventus       | 1         | 2         | 3         |           |  |          |       |       |
|  |                   |                  |   |                |                  |                  |  | Juventus       | 1         | 2         | 3         |           |  |          |       |       |
|  |                   | Fiorentina       | 0 | 0              | 0                |                  |  |                |           |           |           |           |  |          |       |       |
|  | Atalanta          | Fiorentina       | 0 | 0              | 0                | 2                |  |                |           |           |           |           |  |          |       |       |
|  | Atalanta          |                  |   |                |                  | 2                |  |                |           |           |           |           |  |          |       |       |
|  | Venezia           | 0                |   |                |                  |                  |  |                |           |           |           |           |  |          |       |       |
|  | Venezia           | 0                |   | Atalanta       | 2                |                  |  |                |           |           |           |           |  |          |       |       |
|  |                   |                  |   | Atalanta       | 2                |                  |  |                |           |           |           |           |  |          |       |       |
|  |                   | Fiorentina       | 3 |                |                  |                  |  |                |           |           |           |           |  |          |       |       |
|  | Napoli            | Fiorentina       | 3 | 2              |                  |                  |  |                |           |           |           |           |  |          |       |       |
|  | Napoli            |                  |   | 2              |                  |                  |  |                |           |           |           |           |  |          |       |       |
|  | Fiorentina (pró.) | 5                |   |                |                  |                  |  |                |           |           |           |           |  |          |       |       |
|  | Fiorentina (pró.) | 5                |   |                |                  |                  |  |                |           |           |           |           |  | Juventus | 2     |       |
|  |                   |                  |   |                |                  |                  |  |                |           |           |           |           |  | Juventus | 2     |       |
|  |                   | Inter (pró.)     | 4 |                |                  |                  |  |                |           |           |           |           |  |          |       |       |
|  | Inter (pró.)      | Inter (pró.)     | 4 | 3              |                  |                  |  |                |           |           |           |           |  |          |       |       |
|  | Inter (pró.)      |                  |   | 3              |                  |                  |  |                |           |           |           |           |  |          |       |       |
|  | Empoli            | 2                |   |                |                  |                  |  |                |           |           |           |           |  |          |       |       |
|  | Empoli            | 2                |   | Internazionale | 2                |                  |  |                |           |           |           |           |  |          |       |       |
|  |                   |                  |   | Internazionale | 2                |                  |  |                |           |           |           |           |  |          |       |       |
|  |                   | Roma             | 0 |                |                  |                  |  |                |           |           |           |           |  |          |       |       |
|  | Roma              | Roma             | 0 | 3              |                  |                  |  |                |           |           |           |           |  |          |       |       |
|  | Roma              |                  |   | 3              |                  |                  |  |                |           |           |           |           |  |          |       |       |
|  | Lecce             | 1                |   |                |                  |                  |  |                |           |           |           |           |  |          |       |       |
|  | Lecce             | 1                |   |                |                  |                  |  | Internazionale | 0         | 3         | 3         |           |  |          |       |       |
|  |                   |                  |   |                |                  |                  |  | Internazionale | 0         | 3         | 3         |           |  |          |       |       |
|  |                   | Milan            | 0 | 0              | 0                |                  |  |                |           |           |           |           |  |          |       |       |
|  | Milan (pró.)      | Milan            | 0 | 0              | 0                | 3                |  |                |           |           |           |           |  |          |       |       |
|  | Milan (pró.)      |                  |   |                |                  | 3                |  |                |           |           |           |           |  |          |       |       |
|  | Genoa             | 1                |   |                |                  |                  |  |                |           |           |           |           |  |          |       |       |
|  | Genoa             | 1                |   | Milan          | 4                |                  |  |                |           |           |           |           |  |          |       |       |
|  |                   |                  |   | Milan          | 4                |                  |  |                |           |           |           |           |  |          |       |       |
|  |                   | Lazio            | 0 |                |                  |                  |  |                |           |           |           |           |  |          |       |       |
|  | Lazio (pró.)      | Lazio            | 0 | 1              |                  |                  |  |                |           |           |           |           |  |          |       |       |
|  | Lazio (pró.)      |                  |   | 1              |                  |                  |  |                |           |           |           |           |  |          |       |       |
|  | Udinese           | 0                |   |                |                  |                  |  |                |           |           |           |           |  |          |       |       |

### Octavos de final
Los partidos de octavos de final se jugaron entre los ocho ganadores de la segunda ronda y los clubes sembrados 1-8 en la Serie A 2020-21. Un sorteo determinó los equipos locales y visitantes en cualquier partido que involucre a dos equipos de la Serie A.
| 12 de enero de 2022 | Atalanta                 | 2:0 (1:0) | Venezia | Gewiss Stadium, Bérgamo                                  |                                                          |
| 17:30 CET           | - Muriel 12' - Mæhle 88' | Reporte   |         | Asistencia: 2 757 espectadores Árbitro(s): Ivano Pezzuto | Asistencia: 2 757 espectadores Árbitro(s): Ivano Pezzuto |

| 13 de enero de 2022 | Napoli                        | 2:5 (2:2; 1:1) (t. s.) | Fiorentina                                                              | Estadio Diego Armando Maradona, Nápoles                     |                                                             |
| 18:00 CET           | - Mertens 44' - Petagna 90+5' | Reporte                | - 41' Vlahović - 57' Biraghi - 105+1' Venuti - 108' Piątek - 119' Maleh | Asistencia: 5 000 espectadores Árbitro(s): Giovanni Ayroldi | Asistencia: 5 000 espectadores Árbitro(s): Giovanni Ayroldi |

| 13 de enero de 2022 | Milan                                        | 3:1 (1:1; 0:1) (t. s.) | Genoa          | San Siro, Milán                                                |                                                                |
| 21:00 CET           | - Giroud 74' - Leão 102' - Saelemaekers 112' | Reporte                | - 17' Østigård | Asistencia: 13 325 espectadores Árbitro(s): Gianluca Aureliano | Asistencia: 13 325 espectadores Árbitro(s): Gianluca Aureliano |

| 18 de enero de 2022 | Lazio         | 1:0 (0:0; 0:0) (t. s.) | Udinese | Estadio Olímpico, Roma                                     |                                                            |
| 17:30 CET           | Immobile 106' | Reporte                |         | Asistencia: 1 800 espectadores Árbitro(s): Daniele Minelli | Asistencia: 1 800 espectadores Árbitro(s): Daniele Minelli |

| 18 de enero de 2022 | Juventus                                                     | 4:1 (1:0) | Sampdoria   | Allianz Stadium, Turín                                        |                                                               |
| 21:00 CET           | - Cuadrado 25' - Rugani 52' - Dybala 67' - Morata 77' (pen.) | Reporte   | - 63' Conti | Asistencia: 5 000 espectadores Árbitro(s): Francesco Fourneau | Asistencia: 5 000 espectadores Árbitro(s): Francesco Fourneau |

| 19 de enero de 2022 | Sassuolo    | 1:0 (1:0) | Cagliari | MAPEI Stadium - Città del Tricolore, Reggio Emilia        |                                                           |
| 17:30 CET           | Harroui 18' | Reporte   |          | Asistencia: 500 espectadores Árbitro(s): Matteo Marchetti | Asistencia: 500 espectadores Árbitro(s): Matteo Marchetti |

| 19 de enero de 2022 | Inter de Milán                               | 3:2 (2:2; 1:0) (t. s.) | Empoli                          | Estadio Giuseppe Meazza, Milán                              |                                                             |
| 21:00 CET           | - Sánchez 13' - Ranocchia 90+1' - Sensi 104' | Reporte                | - 61' Bajrami - 76' (a.g.) Radu | Asistencia: 5 000 espectadores Árbitro(s): Juan Luca Sacchi | Asistencia: 5 000 espectadores Árbitro(s): Juan Luca Sacchi |

| 20 de enero de 2022 | Roma                                          | 3:1 (1:1) | Lecce           | Estadio Olímpico, Roma                                  |                                                         |
| 21:00 CET           | - Kumbulla 40' - Abraham 54' - Shomurodov 81' | Reporte   | - 14' Calabresi | Asistencia: 5 000 espectadores Árbitro(s): Manuel Volpi | Asistencia: 5 000 espectadores Árbitro(s): Manuel Volpi |

### Cuartos de final
Los partidos de cuartos de final se jugaron entre clubes que avanzaron desde los octavos de final.
| 8 de febrero de 2022 | Inter de Milán           | 2:0 (1:0) | Roma | Estadio Giuseppe Meazza, Milán                             |                                                            |
| 21:00                | - Džeko 2' - Sánchez 68' | Reporte   |      | Asistencia: 34 326 espectadores Árbitro(s): Marco Di Bello | Asistencia: 34 326 espectadores Árbitro(s): Marco Di Bello |

| 9 de febrero de 2022 | Milan                                       | 4:0 (3:0) | Lazio | San Siro, Milán                                          |                                                          |
| 21:00                | - Leão 24' - Giroud 41', 45+1' - Kessié 79' | Reporte   |       | Asistencia: 26 947 espectadores Árbitro(s): Simone Sazza | Asistencia: 26 947 espectadores Árbitro(s): Simone Sazza |

| 10 de febrero de 2022 | Atalanta                    | 2:3 (1:1) | Fiorentina                                 | Gewiss Stadium, Bérgamo                                   |                                                           |
| 18:00                 | - Zappacosta 30' - Boga 56' | Reporte   | - 9' (pen.), 71' Piątek - 90+4' Milenković | Asistencia: 7 425 espectadores Árbitro(s): Michael Fabbri | Asistencia: 7 425 espectadores Árbitro(s): Michael Fabbri |

| 10 de febrero de 2022 | Juventus                           | 2:1 (1:1) | Sassuolo     | Allianz Stadium, Turín                                      |                                                             |
| 21:00                 | - Dybala 3' - Tressoldi 88' (a.g.) | Reporte   | - 24' Traorè | Asistencia: 16 111 espectadores Árbitro(s): Livio Marinelli | Asistencia: 16 111 espectadores Árbitro(s): Livio Marinelli |

### Semifinales
Las semifinales, que tienen formato de ida y vuelta, se jugaron entre los clubes que avanzaron desde los cuartos de final.
| 2 de marzo de 2022 | Fiorentina | 0:1 (0:0) | Juventus            | Estadio Artemio Franchi, Florencia                      |                                                         |
| 21:00              |            | Reporte   | 90+1' (a.g.) Venuti | Asistencia: 28 039 espectadores Árbitro(s): Marco Guida | Asistencia: 28 039 espectadores Árbitro(s): Marco Guida |

| 20 de abril de 2022 | Juventus                          | 2:0 (1:0) | Fiorentina | Allianz Stadium, Turín                                     |                                                            |
| 21:00               | - Bernardeschi 32' - Danilo 90+4' | Reporte   |            | Asistencia: 32 109 espectadores Árbitro(s): Daniele Doveri | Asistencia: 32 109 espectadores Árbitro(s): Daniele Doveri |

| 1 de marzo de 2022 | Milan | 0:0     | Inter de Milán | San Siro, Milán                                              |                                                              |
| 21:00              |       | Reporte |                | Asistencia: 53 881 espectadores Árbitro(s): Maurizio Mariani | Asistencia: 53 881 espectadores Árbitro(s): Maurizio Mariani |

| 19 de abril de 2022 | Inter de Milán                  | 3:0 (2:0) | Milan | Estadio Giuseppe Meazza, Milán                               |                                                              |
| 21:00               | - Martínez 4', 40' - Gosens 82' | Reporte   |       | Asistencia: 74 508 espectadores Árbitro(s): Maurizio Mariani | Asistencia: 74 508 espectadores Árbitro(s): Maurizio Mariani |

### Final
| 11 de mayo de 2022 | Juventus                       | 2:4 (2:2; 0:1) (t. s.) | Inter de Milán                                                | Estadio Olímpico, Roma                                   |                                                          |
| 21:00              | Alex Sandro 50' · Vlahović 52' | Reporte                | 6' Barella · 80' (pen.) Çalhanoğlu · 99' (pen.), 102' Perišić | Asistencia: 67 944 espectadores Árbitro(s): Paolo Valeri | Asistencia: 67 944 espectadores Árbitro(s): Paolo Valeri |

| 36         | Guardameta     | Mattia Perin          |     |
| 6          | Defensa        | Danilo                | 41' |
| 4          | Defensa        | Matthijs de Ligt      |     |
| 3          | Defensa        | Giorgio Chiellini     | 84' |
| 12         | Defensa        | Alex Sandro           | 91' |
| 28         | Centrocampista | Denis Zakaria         | 67' |
| 25         | Centrocampista | Adrien Rabiot         |     |
| 11         | Centrocampista | Juan Cuadrado         |     |
| 20         | Centrocampista | Federico Bernardeschi | 67' |
| 10         | Delantero      | Paulo Dybala          | 99' |
| 7          | Delantero      | Dušan Vlahović        |     |
| Entrenador | Entrenador     | Massimiliano Allegri  |     |

| 1          | Guardameta     | Samir Handanović  |       |
| 37         | Defensa        | Milan Škriniar    |       |
| 6          | Defensa        | Stefan de Vrij    |       |
| 33         | Defensa        | Danilo D'Ambrosio | 64'   |
| 36         | Defensa        | Matteo Darmian    | 64'   |
| 23         | Centrocampista | Nicolò Barella    |       |
| 77         | Centrocampista | Marcelo Brozović  |       |
| 20         | Centrocampista | Hakan Çalhanoğlu  | 90+1' |
| 14         | Centrocampista | Ivan Perišić      |       |
| 10         | Delantero      | Lautaro Martínez  | 90+1' |
| 9          | Delantero      | Edin Džeko        | 63'   |
| Entrenador | Entrenador     | Simone Inzaghi    |       |

| 9  | Delantero      | Álvaro Morata    | 41' |
| 19 | Defensa        | Leonardo Bonucci | 67' |
| 27 | Centrocampista | Manuel Locatelli | 67' |
| 5  | Centrocampista | Arthur           | 84' |
| 17 | Defensa        | Luca Pellegrini  | 91' |
| 18 | Delantero      | Moise Kean       | 99' |

| 19 | Delantero      | Joaquín Correa        | 63'   |
| 2  | Defensa        | Denzel Dumfries       | 64'   |
| 32 | Defensa        | Federico Dimarco 116' | 64'   |
| 22 | Centrocampista | Arturo Vidal          | 90+1' |
| 7  | Delantero      | Alexis Sánchez        | 90+1' |
| 95 | Defensa        | Alessandro Bastoni    | 116'  |

| Anotado | 50' | Alex Sandro    | 1 - 1 |
| Anotado | 52' | Dušan Vlahović | 2 - 1 |

| Anotado         | 6'   | Nicolò Barella   | 0 - 1 |
| Anotado · Penal | 80'  | Hakan Çalhanoğlu | 2 - 2 |
| Anotado · Penal | 99'  | Ivan Perišić     | 2 - 3 |
| Anotado         | 102' | Ivan Perišić     | 2 - 4 |

| Amonestado | 83'   | Massimiliano Allegri |
| Amonestado | 90+2' | Manuel Locatelli     |

| Amonestado | 55'  | Marcelo Brozović |
| Amonestado | 119' | Arturo Vidal     |

| Expulsado | 104' | Massimiliano Allegri |

| Árbitro             | Paolo Valeri          |
| Árbitros asistentes | Alessandro Giallatini |
| Árbitros asistentes | Fabiano Preti         |
| Cuarto árbitro      | Simone Sozza          |

| 36         | Guardameta     | Mattia Perin          |     |
| 6          | Defensa        | Danilo                | 41' |
| 4          | Defensa        | Matthijs de Ligt      |     |
| 3          | Defensa        | Giorgio Chiellini     | 84' |
| 12         | Defensa        | Alex Sandro           | 91' |
| 28         | Centrocampista | Denis Zakaria         | 67' |
| 25         | Centrocampista | Adrien Rabiot         |     |
| 11         | Centrocampista | Juan Cuadrado         |     |
| 20         | Centrocampista | Federico Bernardeschi | 67' |
| 10         | Delantero      | Paulo Dybala          | 99' |
| 7          | Delantero      | Dušan Vlahović        |     |
| Entrenador | Entrenador     | Massimiliano Allegri  |     |

| 1          | Guardameta     | Samir Handanović  |       |
| 37         | Defensa        | Milan Škriniar    |       |
| 6          | Defensa        | Stefan de Vrij    |       |
| 33         | Defensa        | Danilo D'Ambrosio | 64'   |
| 36         | Defensa        | Matteo Darmian    | 64'   |
| 23         | Centrocampista | Nicolò Barella    |       |
| 77         | Centrocampista | Marcelo Brozović  |       |
| 20         | Centrocampista | Hakan Çalhanoğlu  | 90+1' |
| 14         | Centrocampista | Ivan Perišić      |       |
| 10         | Delantero      | Lautaro Martínez  | 90+1' |
| 9          | Delantero      | Edin Džeko        | 63'   |
| Entrenador | Entrenador     | Simone Inzaghi    |       |

| 9  | Delantero      | Álvaro Morata    | 41' |
| 19 | Defensa        | Leonardo Bonucci | 67' |
| 27 | Centrocampista | Manuel Locatelli | 67' |
| 5  | Centrocampista | Arthur           | 84' |
| 17 | Defensa        | Luca Pellegrini  | 91' |
| 18 | Delantero      | Moise Kean       | 99' |

| 19 | Delantero      | Joaquín Correa        | 63'   |
| 2  | Defensa        | Denzel Dumfries       | 64'   |
| 32 | Defensa        | Federico Dimarco 116' | 64'   |
| 22 | Centrocampista | Arturo Vidal          | 90+1' |
| 7  | Delantero      | Alexis Sánchez        | 90+1' |
| 95 | Defensa        | Alessandro Bastoni    | 116'  |

| Anotado | 50' | Alex Sandro    | 1 - 1 |
| Anotado | 52' | Dušan Vlahović | 2 - 1 |

| Anotado         | 6'   | Nicolò Barella   | 0 - 1 |
| Anotado · Penal | 80'  | Hakan Çalhanoğlu | 2 - 2 |
| Anotado · Penal | 99'  | Ivan Perišić     | 2 - 3 |
| Anotado         | 102' | Ivan Perišić     | 2 - 4 |

| Amonestado | 83'   | Massimiliano Allegri |
| Amonestado | 90+2' | Manuel Locatelli     |

| Amonestado | 55'  | Marcelo Brozović |
| Amonestado | 119' | Arturo Vidal     |

| Expulsado | 104' | Massimiliano Allegri |

| Árbitro             | Paolo Valeri          |
| Árbitros asistentes | Alessandro Giallatini |
| Árbitros asistentes | Fabiano Preti         |
| Cuarto árbitro      | Simone Sozza          |

|                |
| Campeón        |
|                |
| Internazionale |
| 8.° título     |

## Goleadores
| Jugador            | Club                | Goles |
| ------------------ | ------------------- | ----- |
| Dušan Vlahović     | Fiorentina/Juventus | 4     |
| Leonardo Mancuso   | Empoli              | 3     |
| Nedim Bajrami      | Empoli              | 3     |
| Olivier Giroud     | Milan               | 3     |
| Kryszstof Piątek   | Fiorentina          | 3     |
| Federico Bonazzoli | Salernitana         | 2     |
| Roberto Pereyra    | Udinese             | 2     |
| Massimo Coda       | Lecce               | 2     |
| Alessandro Deiola  | Cagliari            | 2     |
| Paulo Dybala       | Juventus            | 2     |
| Rafael Leão        | Milan               | 2     |
| Gabriele Moncini   | Benevento           | 2     |
| Diego Peralta      | Ternana             | 2     |
| Fabio Quagliarella | Sampdoria           | 2     |